# What Is a Man
"What Is a Man" is een single van de Amerikaanse soul- en popgroep Four Tops uit 1969. Het was het eerste nummer dat als single werd uitgebracht van het album "The Four Tops Now!". Later dat jaar zouden ook nog de nummers "Do What You Gotta Do" en "Don't Let Him Take Your Love From Me" worden uitgebracht. Twee jaar later, in 1971, werd de laatste single van dit album uitgebracht, namelijk "MacArthur Park". Net als de twee voorgangers van "What Is a Man", "Yesterday's Dreams" en "I'm in a Different World", wist ook het nummer in kwestie niet de top 40 van de poplijst in de Verenigde Staten te bereiken. Het was zelfs het eerste nummer van The Four Tops sinds "Loving You Is Sweeter Than Ever" dat niet de hitparade behaalde in Canada. Daarentegen had het nummer wel veel succes in het Verenigd Koninkrijk. Daar belandde "What Is a Man" namelijk op de #16 positie.
"What Is a Man" werd onder geschreven door Johnny Bristol in samenwerking met D. McNeill. Het was het eerste nummer van de groep dat door Bristol geschreven werd en ook geproduceerd. Het was Bristol die een nummer met The Four Tops mocht uitbrengen, omdat The Four Tops geen vast schrijversteam meer hadden, zoals ze wel hadden gehad met Holland-Dozier-Holland in het midden van de jaren zestig, en omdat hij al eerder succesvol bleek met nummers als "What Does It Take (To Win Your Love)", geschreven voor Jr. Walker & The All Stars, en "My Whole World Ended (The Moment You Left Me)", geschreven voor ex-Temptation David Ruffin. Omdat "What Is a Man" in de Verenigde Staten geen groot succes was, was de volgende single die uitgebracht werd door The Four Tops in de Verenigde Staten één die geschreven was door Norman Whitfield, bekend van hits als "Cloud Nine" en "I Wish It Would Rain" voor The Temptations. Die single was "Don't Let Him Take Your Love From Me".
De B-kant van "What Is A Man" is het nummer "Don't Bring Back Memories". Net als de A-kant is dit nummer afkomstig van het album "The Four Tops Now!". "Don't Bring Back Memories" werd geschreven door R. Singleton.

## Bezetting
- Lead: Levi Stubbs
- Achtergrond: Renaldo "Obie" Benson, Abdul "Duke" Fakir en Lawrence Payton
- Instrumentatie: The Funk Brothers
- Schrijvers: Johnny Bristol en D. McNeill
- Productie: Johnny Bristol